# Mangal-Kabya
Mangal-Kabya (bengalisch মঙ্গলকাব্য maṅgalakābya) ist eine Form hinduistisch-religiöser Versdichtung, überwiegend zu Ehren volkstümlicher und regionaler Gottheiten im ländlichen Bengalen.